# Britney Spears-diszkográfia
Britney Spears amerikai énekesnő diszkográfiája kilenc stúdióalbumból, hét válogatásalbumból, negyvenkettő kislemezből, két promóciós kislemezből és három közreműködésből áll. 1997-ben szerződött le az énekesnő a Jive Records-nál.
1998-ban jelent meg először a slágerlistákon …Baby One More Time című felvételével, amely világszerte nagy sikernek örvendett. Ezt fokozta debütáló albuma, mely többek között Kanada és az USA listáin is első helyezett lett. Albuma a tizennégyszeres platinaminősítést is kiérdemelte az Amerikai Hanglemezgyártók Szövetségétől (RIAA). Második nagylemeze, az Oops!… I Did It Again 2000. május 16-án jelent meg és azonnal minden idők legkelendőbb albumává vált női előadótól az Egyesült Államokban, miután csak a megjelenés hetében 1,319,193 példányban kelt el. Négy kislemez jelent meg róla: Oops!… I Did It Again, Lucky, Stronger és a Don’t Let Me Be the Last to Know. 2001 novemberében megjelent Britney című stúdióalbuma, melyen helyet kapott az I’m a Slave 4 U című slágere is. Két év szünetelés után In the Zone című nagylemezével tért vissza 2003 novemberében. Olyan számok kerültek a kiadványra, mint a Me Against the Music Madonna közreműködésével, valamint a legjobb dance felvétel kategóriában Grammy-díjat nyert Toxic. Első válogatásalbuma, a Greatest Hits: My Prerogative 2005-ben jelent meg és világszerte mintegy 6 millió példányban kelt el.
2007 októberében magánéleti problémáit leküzdve Blackout címmel kiadta ötödik stúdióalbumát. A lemez a korábbiakkal ellentétben nem kapott komoly promóciót, még turnét sem szerveztek, amellyel reklámozta volna azt. Ennek ellenére 3 millió példányban kelt el világszerte, valamint olyan sikeres dalokat tudott felmutatni, mint a Gimme More és a Piece of Me. Hatodik stúdióalbuma Circus címmel jelent meg 2008-ban félmilliós debütáló eladással, amivel Britney az első olyan előadóvá vált a Nielsen SoundScan történetében (1991-től napjainkig), aki négy albumával is 500 ezret vagy annál többet adott el a megjelenés hetében az Egyesült Államokban. A Womanizer és a Circus slágerek kiadását követően négy millió került eladásra a korongból. 2009-es The Singles Collection című válogatásalbuma egy újabb number one dalt tudott felmutatni az Egyesült Államokban, a 3-t. 2011 elején jelent meg Hold It Against Me című kislemeze, amellyel Spears ismét az amerikai Billboard Hot 100 legtetején debütált, ezzel ő lett a slágerlista 52 éves történetében a második, akinek kettő vagy több dala is rögtön az első helyen nyitott. A dal az énekesnő hetedik, Femme Fatale című nagylemezén kapott helyet, amely szintén az első helyen debütált az Egyesült Államokban. Britney nyolcadik stúdióalbuma, a Britney Jean 2013 végén jelent meg, azonban a kereskedelmi és kritikai sikerek ezúttal elmaradtak és az énekesnő karrierjének leggyengébben teljesítő lemeze lett. 2016 augusztusában megjelent az énekesnő kilencedik stúdióalbuma, a Glory.
Az énekesnő több mint 100 millió lemezt adott el világszerte, valamint közel 28 millió digitális letöltéssel büszkélkedhet csak az Egyesült Államokban, így minden idők egyik legsikeresebb előadója lett. A Billboard magazin a 21. század egyik legjelentősebb előadójának választotta. A RIAA az énekesnőt az Egyesült Államok nyolcadik legsikeresebb női előadójának nevezte ki 34 millió minősített album után. Spears azon kevés előadók közé tartozik, akik három egymást követő évtizedben ('90-es, 2000-es és 2010-es évek) is fel tudtak mutatni első helyezést elérő kislemezt, valamint stúdióalbumot.

## Albumok

### Stúdióalbumok
| Cím                                                         | Album adatok                                                                                   | Legjobb helyezések | Legjobb helyezések | Legjobb helyezések | Legjobb helyezések | Legjobb helyezések | Legjobb helyezések | Legjobb helyezések | Legjobb helyezések | Legjobb helyezések | Legjobb helyezések | Legjobb helyezések | Minősítések | Eladások                                                                                  |
| Cím                                                         | Album adatok                                                                                   | US                 | AUS                | CAN                | FRA                | GER                | HUN                | IRE                | NZ                 | SWE                | SWI                | UK                 | Minősítések | Eladások                                                                                  |
| ----------------------------------------------------------- | ---------------------------------------------------------------------------------------------- | ------------------ | ------------------ | ------------------ | ------------------ | ------------------ | ------------------ | ------------------ | ------------------ | ------------------ | ------------------ | ------------------ | --- | ----------------------------------------------------------------------------------------- |
| …Baby One More Time                                         | - Megjelent: 1999. január 12. - Kiadó: Jive - Formátumok: CD, kazetta, LP, digitális letöltés  | 1                  | 2                  | 1                  | 4                  | 1                  | 4                  | 6                  | 3                  | 10                 | 1                  | 2                  | - RIAA: 14× Platina (Gyémánt) - ARIA: 4× Platina - BPI: 4× Platina - BVMI: 3× Arany - IFPI SWE: Platina - IFPI SWI: Platina - MC: Gyémánt - RIANZ: 3× Platina - SNEP: 2× Platina | - Világszerte: 30 000 000 - USA: 12 200 000 - UK: 1 200 000 - CAN: 922 820 - FRA: 626 000 |
| Oops!... I Did It Again                                     | - Megjelent: 2000. május 16. - Kiadó: Jive - Formátumok: CD, kazetta, LP, digitális letöltés   | 1                  | 2                  | 1                  | 1                  | 1                  | 1                  | 3                  | 1                  | 1                  | 1                  | 2                  | - RIAA: Gyémánt - ARIA: 3× Platina - BPI: 3× Platina - BVMI: 3× Platina - IFPI SWE: Platina - IFPI SWI: 2× Platina - MC: 5× Platina - RIANZ: 2× Platina - SNEP: Platina          | - Világszerte: 24 000 000 - USA: 10 411 000 - UK: 906 500 - CAN: 710 000                  |
| Britney                                                     | - Megjelent: 2001. november 5. - Kiadó: Jive - Formátumok: CD, kazetta, LP, digitális letöltés | 1                  | 4                  | 1                  | 2                  | 1                  | 5                  | 3                  | 11                 | 6                  | 1                  | 4                  | - RIAA: 4× Platina - ARIA: 2× Platina - BPI: Platina - BVMI: Platina - MC: 3× Platina - IFPI SWE: Arany - IFPI SWI: Platina - RIANZ: Arany - SNEP: Platina                       | - Világszerte: 15 000 000 - USA: 4 988 000 - UKː 459 500                                  |
| In the Zone                                                 | - Megjelent: 2003. november 16. - Kiadó: Jive - Formátumok: CD, kazetta, digitális letöltés    | 1                  | 10                 | 2                  | 1                  | 1                  | 7                  | 3                  | 9                  | 8                  | 6                  | 13                 | - RIAA: 2× Platina - ARIA: Platina - BPI: Platina - BVMI: Platina - IFPI SWE: Platina - IFPI SWI: Platina - MC: 3× Platina - SNEP: 2× Arany                                      | - Világszerte: 10 000 000 - USA: 3 000 000 - UK: 534 000                                  |
| Blackout                                                    | - Megjelent: 2007. október 26. - Kiadó: Jive - Formátumok: CD, kazetta, digitális letöltés     | 2                  | 3                  | 1                  | 2                  | 10                 | 24                 | 1                  | 14                 | 11                 | 4                  | 2                  | - RIAA: Platina - ARIA: Platina - BPI: Arany - IRMA: Platina - MC: Platina - RIANZ: Arany - SNEP: Arany                                                                          | - Világszerte: 3 100 000 - USA: 1 000 000                                                 |
| Circus                                                      | - Megjelent: 2008. november 28. - Kiadó: Jive - Formátumok: CD, kazetta, digitális letöltés    | 1                  | 3                  | 1                  | 3                  | 9                  | 22                 | 2                  | 10                 | 19                 | 1                  | 4                  | - RIAA: Platina - ARIA: 2× Platina - BPI: Platina - BVMI: Arany - IFPI SWI: Arany - IRMA: Platina - MC: 3× Platina - RIANZ: Platina - SNEP: Arany                                | - Világszerte: 4 500 000 - USA: 1 700 000                                                 |
| Femme Fatale                                                | - Megjelent: 2011. március 25. - Kiadó: Jive - Formátumok: CD, digitális letöltés              | 1                  | 1                  | 1                  | 4                  | 10                 | 6                  | 4                  | 7                  | 5                  | 1                  | 8                  | - RIAA: Platina - ARIA: Arany - IFPI SWE: Arany - IRMA: Platina - MC: Platina - SNEP: Arany                                                                                      | - Világszerte: 2,000,000 - USA: 794 000                                                   |
| Britney Jean                                                | - Megjelent: 2013. november 29. - Kiadó: RCA - Formátumok: CD, digitális letöltés              | 4                  | 12                 | 7                  | 21                 | 20                 | -                  | 15                 | 22                 | 28                 | 9                  | 34                 | - MC: Arany | - Világszerte: 750,000 - USA: 272 000                                                     |
| Glory                                                       | - Megjelent: 2016. augusztus 26. - Kiadó: RCA - Formátumok: CD, LP, digitális letöltés         | 3                  | 4                  | 4                  | 6                  | 3                  | 10                 | 1                  | 8                  | 12                 | 4                  | 2                  | | - Világszerte: 400,000 - USA: 250,000                                                     |
| "—" nem szerepelt listán, vagy nem jelent meg az országban. |                                                                                                |                    |                    |                    |                    |                    |                    |                    |                    |                    |                    |                    | |                                                                                           |

### Válogatásalbumok
- Greatest Hits: My Prerogative
- B in the Mix: The Remixes
- B in the Mix: The Remixes Vol. 2
- The Singles Collection
- Oops! I Did It Again: The Best of Britney Spears
- Playlist: The Very Best of Britney Spears
- The Essential Britney Spears

### Középlemezek
- Britney & Kevin: Chaotic
- Key Cuts from Remixed
- Slumber Party Remix EP

## Kislemezek
| Dal                                                         | Év   | Legjobb helyezések | Legjobb helyezések | Legjobb helyezések | Legjobb helyezések | Legjobb helyezések | Legjobb helyezések | Legjobb helyezések | Legjobb helyezések | Legjobb helyezések | Legjobb helyezések | Minősítések | Album                                   |
| Dal                                                         | Év   | US                 | AUS                | CAN                | FRA                | GER                | IRE                | NZ                 | SWE                | SWI                | UK                 | Minősítések | Album                                   |
| ----------------------------------------------------------- | ---- | ------------------ | ------------------ | ------------------ | ------------------ | ------------------ | ------------------ | ------------------ | ------------------ | ------------------ | ------------------ | --- | --------------------------------------- |
| …Baby One More Time                                         | 1998 | 1                  | 1                  | 1                  | 1                  | 1                  | 1                  | 1                  | 1                  | 1                  | 1                  | - RIAA: Platina - ARIA: 3× Platina - BPI: 2× Platina - BVMI: 3× Arany - IFPI SWE: Platina - IFPI SWI: Platina - RIANZ: Platina - SNEP: Platina | …Baby One More Time                     |
| Sometimes                                                   | 1999 | 21                 | 2                  | 7                  | 9                  | 5                  | 5                  | 1                  | 4                  | 7                  | 2                  | - ARIA: Platina - BPI: Arany - BVMI: Arany - IFPI SWE: Platina - IFPI SWI: Platina - RIANZ: Platina - SNEP: Arany                              | …Baby One More Time                     |
| (You Drive Me) Crazy                                        | 1999 | 10                 | 12                 | 3                  | 2                  | 4                  | 3                  | 2                  | 4                  | 5                  | 5                  | - ARIA: Platina - BPI: Ezüst - BVMI: Arany - IFPI SWE: Platina - RIANZ: Arany - SNEP: Arany                                                    | …Baby One More Time                     |
| Born to Make You Happy                                      | 1999 | —                  | —                  | —                  | 9                  | 3                  | 1                  | —                  | 2                  | 3                  | 1                  | - BPI: Ezüst - BVMI: Arany - IFPI SWE: Platina - SNEP: Ezüst                                                                                   | …Baby One More Time                     |
| From the Bottom of My Broken Heart                          | 1999 | 14                 | 37                 | 25                 | —                  | —                  | —                  | 23                 | —                  | —                  | 178                | - RIAA: Platina | …Baby One More Time                     |
| Oops!… I Did It Again                                       | 2000 | 9                  | 1                  | 1                  | 4                  | 2                  | 2                  | 1                  | 1                  | 1                  | 1                  | - ARIA: Platina - BPI: Arany - BVMI: Arany - IFPI SWI: Arany - RIANZ: Platina - SNEP: Arany                                                    | Oops!… I Did It Again                   |
| Lucky                                                       | 2000 | 23                 | 3                  | 2                  | 16                 | 1                  | 2                  | 4                  | 1                  | 1                  | 5                  | - ARIA: Platina - BPI: Ezüst - BVMI: Arany - IFPI SWE: Platina - RIANZ: Platina - SNEP: Ezüst                                                  | Oops!… I Did It Again                   |
| Stronger                                                    | 2000 | 11                 | 13                 | 9                  | 20                 | 4                  | 6                  | 15                 | 4                  | 6                  | 7                  | - RIAA: Arany - ARIA: Arany - BVMI: Arany - SNEP: Ezüst                                                                                        | Oops!… I Did It Again                   |
| Don’t Let Me Be the Last to Know                            | 2001 | 112                | —                  | 34                 | 27                 | 12                 | 12                 | —                  | 12                 | 9                  | 12                 | | Oops!… I Did It Again                   |
| I’m a Slave 4 U                                             | 2001 | 27                 | 7                  | 8                  | 8                  | 3                  | 6                  | 13                 | 7                  | 7                  | 4                  | - ARIA: Arany - IFPI SWE: Arany - SNEP: Ezüst                                                                                                  | Britney                                 |
| Overprotected                                               | 2001 | 86                 | 16                 | 22                 | 15                 | —                  | 9                  | —                  | 2                  | —                  | 4                  | - ARIA: Arany - IFPI SWE: Arany - SNEP: Ezüst                                                                                                  | Britney                                 |
| I’m Not a Girl, Not Yet a Woman                             | 2002 | 102                | 7                  | —                  | 25                 | 10                 | 3                  | 40                 | 4                  | 16                 | 2                  | - ARIA: Arany | Britney                                 |
| I Love Rock ’N’ Roll                                        | 2002 | —                  | 13                 | 33                 | —                  | 7                  | 8                  | 18                 | —                  | 15                 | 13                 | - ARIA: Arany | Britney                                 |
| Anticipating                                                | 2002 | —                  | —                  | —                  | 38                 | —                  | —                  | —                  | —                  | —                  | —                  | | Britney                                 |
| Boys (közreműködik Pharrell Williams)                       | 2002 | 122                | 14                 | 21                 | 55                 | 19                 | 10                 | 39                 | 11                 | 20                 | 7                  | - ARIA: Arany | Britney                                 |
| Me Against the Music (közreműködik Madonna)                 | 2003 | 35                 | 1                  | 2                  | 11                 | 5                  | 1                  | 5                  | 13                 | 4                  | 2                  | - ARIA: Platina | In the Zone                             |
| Toxic                                                       | 2004 | 9                  | 1                  | 1                  | 3                  | 4                  | 1                  | 2                  | 2                  | 4                  | 1                  | - RIAA: Arany - ARIA: Platina - BPI: Ezüst - IFPI SWE: Arany - RIANZ: Arany - SNEP: Ezüst                                                      | In the Zone                             |
| Everytime                                                   | 2004 | 15                 | 1                  | 2                  | 2                  | 4                  | 1                  | —                  | 3                  | 6                  | 1                  | - RIAA: Arany - ARIA: Arany - IFPI SWE: Arany - SNEP: Silver                                                                                   | In the Zone                             |
| Outrageous                                                  | 2004 | 79                 | —                  | —                  | —                  | —                  | —                  | —                  | —                  | —                  | —                  | | In the Zone                             |
| My Prerogative                                              | 2004 | 101                | 7                  | —                  | 18                 | 3                  | 1                  | 17                 | 6                  | 4                  | 3                  | - ARIA: Arany | Greatest Hits: My Prerogative           |
| Do Somethin’                                                | 2005 | 100                | 8                  | —                  | 70                 | 18                 | 4                  | —                  | 10                 | 11                 | 6                  | - ARIA: Arany | Greatest Hits: My Prerogative           |
| Someday (I Will Understand)                                 | 2005 | —                  | —                  | —                  | —                  | 22                 | —                  | —                  | 10                 | 8                  | —                  | | Britney & Kevin: Chaotic                |
| Gimme More                                                  | 2007 | 3                  | 3                  | 1                  | 5                  | 7                  | 2                  | 15                 | 2                  | 4                  | 3                  | - RIAA: Platina - ARIA: Arany - MC: Arany | Blackout                                |
| Piece of Me                                                 | 2007 | 18                 | 2                  | 5                  | —                  | 7                  | 1                  | 4                  | 9                  | 19                 | 2                  | - RIAA: Platina - ARIA: Platina - IFPI SWE: Arany - RIANZ: Arany                                                                               | Blackout                                |
| Break the Ice                                               | 2008 | 43                 | 23                 | 9                  | —                  | 25                 | 7                  | 24                 | 11                 | 63                 | 15                 | | Blackout                                |
| Womanizer                                                   | 2008 | 1                  | 5                  | 1                  | 1                  | 4                  | 2                  | 9                  | 1                  | 2                  | 3                  | - ARIA: Platina - BPI: Ezüst - IFPI SWE: Gold - RIANZ: Arany                                                                                   | Circus                                  |
| Circus                                                      | 2008 | 3                  | 6                  | 2                  | —                  | 11                 | 12                 | 4                  | 6                  | 19                 | 13                 | - ARIA: Platina - RIANZ: Arany | Circus                                  |
| If U Seek Amy                                               | 2009 | 19                 | 11                 | 13                 | —                  | 36                 | 11                 | 17                 | 13                 | 61                 | 20                 | - ARIA: Platina | Circus                                  |
| Radar                                                       | 2009 | 88                 | 46                 | 53                 | —                  | —                  | 32                 | 32                 | 8                  | —                  | 46                 | | Circus                                  |
| 3                                                           | 2009 | 1                  | 6                  | 1                  | 10                 | 18                 | 7                  | 12                 | 2                  | 8                  | 7                  | - ARIA: Platina - MC: 2× Platina - RIANZ: Arany                                                                                                | The Singles Collection                  |
| Hold It Against Me                                          | 2011 | 1                  | 4                  | 1                  | 31                 | 23                 | 5                  | 1                  | 9                  | 7                  | 6                  | - ARIA: Platina - IFPI SWE: 2× Platina - RIANZ: Arany                                                                                          | Femme Fatale                            |
| Till the World Ends                                         | 2011 | 3                  | 8                  | 4                  | 8                  | 27                 | 7                  | 10                 | 4                  | 7                  | 21                 | - ARIA: 2× Platina - IFPI SWE: 3× Platina - IFPI SWI: Arany - RIANZ: Arany                                                                     | Femme Fatale                            |
| I Wanna Go                                                  | 2011 | 7                  | 31                 | 5                  | 5                  | 32                 | 41                 | 22                 | 30                 | 27                 | 111                | - ARIA: Arany - IFPI SWE: Platina | Femme Fatale                            |
| Criminal                                                    | 2011 | 55                 | —                  | 16                 | 13                 | —                  | —                  | —                  | 36                 | 33                 | —                  | | Femme Fatale                            |
| Ooh La La                                                   | 2013 | 54                 | —                  | 37                 | 73                 | 86                 | —                  | —                  | —                  | —                  | 72                 | | Music from and Inspired by The Smurfs 2 |
| Work Bitch                                                  | 2013 | 12                 | 22                 | 5                  | 6                  | 36                 | 13                 | 28                 | 30                 | 26                 | 7                  | - ARIAː Platina - IFPI SWEː Platina - MCː Platina                                                                                              | Britney Jean                            |
| Perfume                                                     | 2013 | 76                 | 61                 | 70                 | 34                 | 78                 | 36                 | —                  | —                  | 74                 | —                  | | Britney Jean                            |
| Pretty Girls (Iggy Azalea-val)                              | 2015 | 29                 | 27                 | 16                 | 25                 | 88                 | 60                 | —                  | —                  | —                  | 16                 | | Nem került albumra                      |
| Make Me... (közreműködik G-Eazy)                            | 2016 | 17                 | 39                 | 20                 | 11                 | 71                 | 51                 | —                  | —                  | 58                 | 42                 | RIAA: Arany MC: Arany | Glory                                   |
| Slumber Party (közreműködik Tinashe)                        | 2016 | 86                 | —                  | 51                 | 120                | —                  | —                  | —                  | —                  | —                  | —                  | | Glory                                   |
| "—" nem szerepelt listán, vagy nem jelent meg az országban. |      |                    |                    |                    |                    |                    |                    |                    |                    |                    |                    | |                                         |

### Közreműködő előadóként
| Dal                                                         | Év   | Legjobb helyezések | Legjobb helyezések | Legjobb helyezések | Legjobb helyezések | Legjobb helyezések | Legjobb helyezések | Legjobb helyezések | Legjobb helyezések | Legjobb helyezések | Legjobb helyezések | Album                             |
| Dal                                                         | Év   | US                 | AUS                | CAN                | FRA                | GER                | IRE                | NZ                 | SWE                | SWI                | UK                 | Album                             |
| ----------------------------------------------------------- | ---- | ------------------ | ------------------ | ------------------ | ------------------ | ------------------ | ------------------ | ------------------ | ------------------ | ------------------ | ------------------ | --------------------------------- |
| What's Going On (előadókkal az AIDS ellen)                  | 2001 | 27                 | 38                 | —                  | 55                 | 35                 | 8                  | 18                 | 19                 | 16                 | 6                  | What's Going On: All-Star Tribute |
| S&M (Remix) (Rihanna és Britney Spears)                     | 2011 | 1                  | 1                  | 1                  | 3                  | 2                  | 3                  | 2                  | 2                  | 2                  | 3                  | Nem került albumra                |
| Scream & Shout (will.i.am és Britney Spears)                | 2012 | 3                  | 2                  | 1                  | 1                  | 1                  | 1                  | 1                  | 2                  | 1                  | 1                  | #willpower                        |
| Tom's Diner (Giorgio Moroder és Britney Spears)             | 2015 | —                  | —                  | —                  | 146                | —                  | —                  | —                  | —                  | —                  | —                  | Déjà Vu                           |
| Hands (előadókkal az orlandói terrortámadás áldozataiért)   | 2016 | —                  | —                  | —                  | —                  | —                  | —                  | —                  | —                  | —                  | —                  | Nem került albumra                |
| "—" nem szerepelt listán, vagy nem jelent meg az országban. |      |                    |                    |                    |                    |                    |                    |                    |                    |                    |                    |                                   |

### Promóciós kislemezek
| You Got It All                                              | 2000 | —  | —  | —  | —   | —  | —  | —  | Oops!… I Did It Again         |
| My Only Wish (This Year)                                    | 2000 | —  | 49 | 29 | —   | 83 | 57 | 41 | Platinum Christmas            |
| When Your Eyes Say It                                       | 2000 | —  | —  | —  | —   | —  | —  | —  | Oops!… I Did It Again         |
| Right Now (Taste the Victory)                               | 2001 | —  | —  | —  | —   | —  | —  | —  | Nem került albumra            |
| I’ve Just Begun (Having My Fun)                             | 2004 | —  | —  | —  | —   | —  | —  | —  | Greatest Hits: My Prerogative |
| And Then We Kiss                                            | 2005 | 15 | —  | —  | —   | —  | —  | —  | B in the Mix: The Remixes     |
| Private Show                                                | 2016 | —  | —  | —  | 141 | —  | —  | —  | Glory                         |
| Clumsy                                                      | 2016 | —  | —  | —  | 142 | —  | —  | —  | Glory                         |
| Do You Wanna Come Over?                                     | 2016 | —  | —  | —  | 134 | —  | —  | —  | Glory                         |
| "—" nem szerepelt listán, vagy nem jelent meg az országban. |      |    |    |    |     |    |    |    |                               |

### Egyéb dalok
| Everybody                                                   | 2007 | —  | 81 | —   | —  | —  | —   | Blackout     |
| Out from Under                                              | 2008 | —  | —  | —   | 32 | —  | —   | Circus       |
| Kill the Lights                                             | 2008 | —  | —  | —   | —  | —  | —   | Circus       |
| Shattered Glass                                             | 2008 | 70 | 75 | —   | —  | —  | 192 | Circus       |
| Up n' Down                                                  | 2011 | —  | —  | —   | —  | —  | —   | Femme Fatale |
| SMS (Bangerz) (Miley Cyrus és Britney Spears)               | 2013 | —  | —  | —   | —  | —  | 157 | Bangerz      |
| "It Should Be Easy" (közreműködik will.i.am)                | 2013 | —  | 88 | 121 | —  | 71 | —   | Britney Jean |
| Alien                                                       | 2014 | —  | —  | 147 | —  | —  | —   | Britney Jean |
| "—" nem szerepelt listán, vagy nem jelent meg az országban. |      |    |    |     |    |    |     |              |

### Egyéb megjelenések
| Dal                       | Év   | Más előadó(k)                                | Album                    |
| ------------------------- | ---- | -------------------------------------------- | ------------------------ |
| Soda Pop                  | 1998 |                                              | Pokemon: The First Movie |
| Thinkin' About You        | 1999 | MTV Party to Go                              |                          |
| Walk on By                | 1999 | Love Radio 2                                 |                          |
| Like a Virgin / Hollywood | 2003 | Madonna, Christina Aguilera és Missy Elliott | Remixed & Revisited      |
| We Will Rock You          | 2003 | Beyoncé és Pink                              | Pepsi: Dare For More     |
| (I Got That) Boom Boom    | 2004 | Ying Yang Twins                              | White Chicks             |
| Crazy                     | 2006 | Kevin Federline                              | Playing with Fire        |
| Mona Lisa                 | 2006 |                                              | Ultimix 121              |

## DVD-k
- 1999: Time Out with Britney Spears
- 2000: Live and More!
- 2001: Britney: The Videos
- 2002: Live from Las Vegas
- 2004: In the Zone (DVD)
- 2004: Greatest Hits: My Prerogative (DVD)
- 2005: Britney & Kevin: Chaotic
- 2008: Britney: For the Record
- 2011: Britney Spears Live: The Femme Fatale Tour

## Fordítás
Ez a szócikk részben vagy egészben  a   Britney Spears discography című angol Wikipédia-szócikk fordításán alapul.  Az eredeti cikk szerkesztőit annak laptörténete sorolja fel. Ez a jelzés csupán a megfogalmazás eredetét és a szerzői jogokat jelzi, nem szolgál a cikkben szereplő információk forrásmegjelöléseként.